# Municipio de Moffatt
El municipio de Moffatt (en inglés: Moffatt Township) es un municipio ubicado en el condado de Arenac en el estado estadounidense de Míchigan. En el año 2010 tenía una población de 1.184 habitantes y una densidad poblacional de 14,25 personas por km².

## Geografía
El municipio de Moffatt se encuentra ubicado en las coordenadas 44°7′43.31″N 84°7′21.19″O / 44.1286972, -84.1225528. Según la Oficina del Censo de los Estados Unidos, el municipio tiene una superficie total de 83,1 km² (32,1 mi²), de la cual 82 km² (31,7 mi²) corresponden a tierra firme y 1,1 km² (0,4 mi²) (1.28%) es agua.

## Demografía
En el 2000 la renta per cápita promedia del hogar era de $32.250, y el ingreso promedio para una familia era de $40.724. El ingreso per cápita para la localidad era de $16.058. En 2000 los hombres tenían un ingreso per cápita de $35.769 contra $17.917  para las mujeres. Alrededor del 9.50% de la población estaba bajo el umbral de pobreza nacional.